# Red Harvest
Red Harvest é uma banda norueguesa de industrial metal, extreme metal e thrash metal.